# Goudriaan
Goudriaan je vas v nizozemski provinci Južna Holandija. Je del občine Molenlanden in leži približno 25 km vzhodno od Rotterdama.
1. januarja 2006 je imela vasica Goudriaan 843 prebivalcev. Pozidanost vasi je bila 0,028 km² in je imela 309 rezidenc. 
Goudriaan je bil ločena občina do leta 1986, ko je postal del Graafstrooma. Slednji je leta 2013 postal del Molenwaarda.

## Zgodovina
Goudriaan se v zgodovini prvič omenja 2. maja 1260, ko je Henrik I. Viandenski, 38. škof Utrechta, Viljemu Brederodskemu dovolil zgraditi cerkev, vključiti krstni kamen v cerkev in ustvariti pokopališče za polaganje. Grof Floris V. Holandski, je 3. maja 1283 dokončno priznal, da je Viljem Brederodski dokazal, da ima pravico do visokega gospostva, tudi v Goudriaanu. Najstarejši gospodje Goudriaana so torej bili iz plemiške rodbine Brederodskih. V kasnejših letih so lastništvo in pravice prešle na različne generacije, deloma z nakupom, deloma z dedovanjem; od 1775 je gospostvo v posesti rodbine Tetskih. Obstajata dve gospoščini, in sicer Stari in Novi Goudriaan. Gospostva so bila ukinjena z ustavno revizijo leta 1848, vendar glava plemiške rodbine Tetskih še vedno nosi ime "Tetski iz Goudriaana".

## Galerija
- Mlin na veter za polder v Goudriaanu ob Smoutjesvlietu.
- Café "Het Raadhuis."